# 14. Gardearmee
Die 14. Gardearmee war ein Teil der Sowjetarmee und ab 1992 der Streitkräfte Russlands. Sie wurde in den 1950er Jahren in der Moldauischen Sozialistischen Sowjetrepublik (MSSR) stationiert. Im April 1995 wurde aus der 14. Gardearmee die Operative Gruppe russischer Truppen in Transnistrien mit 6.489 Soldaten.

## Umfang
Die 14. Gardearmee der Sowjetunion umfasste etwa 9.000–10.000 Soldaten, 94.000 Tonnen Munition und ein Waffenarsenal von 50.000 Gewehren, 300 gepanzerten Fahrzeugen, 128 Artilleriegeschützen und 7 Kampfhubschraubern, die sich nach Auflösung der Sowjetunion  auf transnistrischem Territorium befanden. In welchem Umfang die 14. Gardearmee im Moment des Zusammenbruchs der Sowjetunion von Moskau oder von lokalen Befehlshabern kontrolliert wurde, ist umstritten.
Nach dem Zusammenbruch der Sowjetunion war die 14. Gardearmee nur noch dem Namen nach eine Armee, nach ihrer Bedeutung und ihrem Zweck aber vielmehr eine Armee der Kader. Ihre Bewaffnung und ihre gepanzerten Fahrzeuge waren die einer voll ausgerüsteten Armee in Gefechtsbereitschaft, obwohl ihre Offiziere und Unteroffiziere kaum für eine reguläre motorisierte Sturmdivision ausgereicht hätten. In einer kritischen Situation hätte die Armee durch Reservisten aus der Gegend ergänzt werden müssen.  Laut Interviews der Armeeführung gegenüber der russischen Presse, betrug die Zahl der Reservisten ungefähr 60.000, viele von ihnen hoch spezialisierte Militärs, die in Transnistrien lebten.

## Die Unterstellung der 14. Gardearmee unter russisches Oberkommando
Als der Oberbefehl über die ehemalige 14. sowjetische Gardearmee am 1. April 1992 von der Gemeinschaft Unabhängiger Staaten (GUS) auf die Russische Föderation überging, setzte Moskau den bisherigen Kommandanten Juri Netkatschew ab und General Alexander Lebed als neuen Befehlshaber ein. So gelang es Moskau, die 14. Gardearmee als in sich geschlossenen militärischen Verband zu stabilisieren und einen Übertritt dieses Verbandes unter moldauische Jurisdiktion zu verhindern. 
Lebed war von Moskau beauftragt, die Armee wieder unter seine Führung zu bringen, gleichzeitig aber zu verhindern, dass die moldauische Regierung auf sie zugreifen konnte. Er musste also einerseits die Interessen der Soldaten und des Militärpersonals ernst nehmen, gleichzeitig aber die GUS-Direktive umsetzen, die die Übergabe der Arsenale der 14. Gardearmee an die Regierung in Chișinău vorsah. Die Umsetzung dieser Direktive wurde jedoch vom militärischen Oberkommando in Moskau abgelehnt, weil die 14. Gardearmee wichtige strategische Funktionen an der Südwestflanke der Sowjetunion erfüllt hatte.

## Die Rolle der 14. Gardearmee im Transnistrien-Konflikt
Sowohl die unabhängig gewordene Republik Moldau als auch die inoffizielle Transnistrische Republik (PMR) erhoben Anspruch auf die Waffen und Militärausrüstung, die in den Depots des früheren Militärbezirks Odessa lagerten. Das Fehlen einer Rechtsgrundlage, nach der Waffen und andere Militärgüter unter den Sowjetrepubliken hätten aufgeteilt werden können, führte zu einer chaotischen Situation. Waffen wurden übereignet, illegal verkauft oder einfach in Beschlag genommen von jedem der wollte. 
Alexander Lebed als zwischenzeitlicher Kommandant der 14. Gardearmee war eine der Schlüsselfiguren im Transnistrien-Konflikt. In den Aktionen der 14. Gardearmee während des Transnistrien-Konflikts sahen Vertreter der Regierung in Chișinău ein deutliches Zeichen für die direkte Einflussnahme russischer Interessen auf die innere Situation der Republik Moldau. Der moldauische Außenminister Nicolae Tîu vertrat in der UN-Vollversammlung vom 8. Oktober 1993 den Standpunkt, dass der Transnistrien-Konflikt „von der Russischen Föderation zum Vorwand genommen werde, um die fortdauernde Präsenz ihrer Streitkräfte auf dem Territorium unseres Landes zu rechtfertigen“. Die Präsenz der 14. Gardearmee sei „das Haupthindernis für die Lösung des Konflikts“, weil das Regime in Tiraspol daher seine Unterstützung bezöge. Russland, so Tîu, verfolge letztlich das Ziel die „alten imperialen Strukturen“ wiederherzustellen. Der moldauische Präsident Snegur verlangte bei einem Treffen mit dem russischen Stellvertretenden Außenminister Sergei Krylow im April 1995 die Ratifizierung des Abkommens über den Abzug der 14. Gardearmee durch die Russische Föderation.